# New Super Mario Bros. Wii
New Super Mario Bros. Wii – komputerowa gra platformowa z serii o Mario, wydana przez Nintendo w 2009 roku na konsolę Wii. Jest także sequelem gry New Super Mario Bros., wydanej w 2006 roku na konsole Nintendo DS. Gra została bardzo pozytywnie oceniona przez graczy i krytyków, uzyskując według agregatora GameRankings średnią ocen 90%.
W dniu rozpoczynającym akcję gry księżniczka Peach ma urodziny. Z tortu jednak wyskakują Koopalings i porywają księżniczkę. Mario, Luigi, Yellow Toad i Blue Toad przechodzą 8 światów i pokonują Bowsera, jednak dzięki Kamkowi staje się większy. Herosi jednak spuszczają go w ocean lawy i ratują Peach. Wracają do domu balonami.